# 島田陽子 (詩人)
島田 陽子（しまだ ようこ、1929年〈昭和4年〉6月7日 - 2011年〈平成23年〉4月18日）は、日本の詩人、作詞家。

## 人物
東京府出身であるが、11歳から大阪府に在住した。豊中高等女学校（現大阪府立桜塚高等学校）卒業。「文章倶楽部」などで小説を書いた後、1960年頃から童謡や児童詩の創作を始める。大阪弁を使った親しみやすい作風の詩で知られる。1981年、日本童謡賞受賞。
また、合唱曲や歌謡曲などの作詞も多数あり、ザ・ワイルドワンズのヒット曲『花のヤングタウン』、1970年の大阪万博のテーマソング「世界の国からこんにちは」の作詞も行っている。
日本文藝家協会、日本現代詩人会、日本詩人クラブ、日本童謡協会、詩と音楽の会、関西詩人協会会員。日本現代詩歌文学館評議員。1993年には、第28回大阪市民表彰（文化功労）を受賞。また、2003年まで帝塚山学院大学で講師を務めた。
2011年4月18日、すい臓がんのため大阪府豊中市の病院で死去した。81歳没。

## 著作

### 詩集
- 新・日本現代詩文庫・新編島田陽子詩集 ISBN 978-4812013663
- 大阪ことばあそびうた ISBN 978-4892710070
- ほんまにほんま（共著）
- かさなりあって ISBN 978-4477010595
- うち知ってんねん ISBN 978-4316400075
- 帯に恨みは ISBN 978-4892715723

### エッセイ
- うたと遊べば
- 金子みすゞへの旅
- 方言詩の世界‐ことば遊びを中心に ISBN 978-4916041845

## 作詞
- 花のヤングタウン
- 世界の国からこんにちは
- おおさか風土記
- おおさかグラフィティー
- 木と草と花のバラード
- 大阪ことばあそびうた
- 大阪市営地下鉄 大阪地下鉄のうた「地底のランナー」
- 河合町「かわい音頭」
- 池田市立細河中学校校歌
- 兵庫県健康財団「大豆のうた」

補作詞
- 四條畷市歌「いま ここに」
- 淀江町 町民の歌「伸びゆく淀江」
- 七宗町 町歌「七宗に はるかな時は流れ」
- 福井市 市民の歌「わたしのまち ときめきのまち」
- 日吉津村 村民歌「わたしのふるさと」
- 和泉市 市民愛唱歌「ふるさと翔歌」
- 泉南市 市歌「希望のうたにつつまれて」
- 荒尾市 イメージソング「風が咲かせる希望の街」